# Elisabeth Inandiak
Elisabeth D. Inandiak, aussi appelée Elisabeth D. Prasetyo, née le 30 juin 1959 à Lyon, est une journaliste, traductrice et écrivaine française, spécialiste de l'Indonésie et de la littérature javanaise.  

## Biographie
A 19 ans, Elisabeth D. Inandiak est grand reporter pour Actuel, GEO, Marie- Claire, Le Monde, Paris Match, France Culture, ARTE.
Elle écrit le scénario de Une histoire de vent avec Joris Ivens, en Chine. Puis, avec sa femme, Marceline Loridan-Ivens, elle co-écrit le scénario de La Petite Prairie aux bouleaux et participe à l’écriture de ‘’Ma vie balagan’’, en 2008 (Robert Laffont), sur Auschwitz-Birkenau.
En 1989, elle "tombe amoureuse" de la littérature javanaise et décide de s'installer en Indonésie . Selon elle, cet intérêt a commencé lorsqu'elle a lu la thèse de Mohamed Rasyidi (premier ministre indonésien de la religion) à l'université de la Sorbonne à Paris.
Son œuvre monumentale est la traduction de Serat Centhini (œuvre littéraire javanaise pleine de discussions religieuses et érotiques) en français sous le titre Les Chants de l'île à dormir debout – Le Livre de Centhini (Le Relié 2002 – Le Seuil Point Sagesse), qui fait d’elle un récipiendaire du Prix littéraire de l'Asie en 2003 par l'Association des écrivains de langue française . Ce manuscrit est également publié en indonésien. Une autre traduction est le roman Saman d'Ayu Utami en français (Flammarion, 2008).
En fait, le roman de Serat Centhini est une répétition d'un vieux roman, qui a été écrit vers les années 1800. Serat Centhini, écrit entre 1814 et 1823 par le prince héritier du royaume de Surakarta, Adipati Anom Amangkunagara III (Sunan Paku Buwana V), est une œuvre littéraire majeure dans le monde. Après être devenu le roi de Surakarta, Sunan Paku Buwana V a envoyé trois poètes de la cour, à savoir Ranggasutrasna, Yasadipura II (Ranggawarsita I) et Sastradipura pour continuer à écrire des histoires sur la terre de Java à travers des chansons javanaises. Ceci est conforme à sa déclaration, lorsqu'il était à Yogyakarta, que Serat Centhini est l'une des plus grandes œuvres littéraires au monde dont l'existence commence à être menacée d'extinction. Pour cette raison, Inandiak était intéressée à l'adapter en français.
Son ouvrage en prose publié en 2016 est Babad Ngalor Ngidul (en indonésien), qui est simultanément publié en français sous le titre Tohu-Bohu. L'histoire raconte les événements entourant l'éruption du mont Merapi en 2010. 
Elle est nommée Chevalier de la Légion d’Honneur en 2014.

## Ouvrages
Les Chants de l'île à dormir debout – Le Livre de Centhini, Éditions du Relié 2002 